# Natuurhistorisch Museum Rotterdam
Het Natuurhistorisch Museum Rotterdam is een natuurmuseum in de Zuid-Hollandse stad Rotterdam, opgericht in 1927. Het museum is sinds 1987 gevestigd in Villa Dijkzigt op het Land van Hoboken aan de Westzeedijk 345. Het museum heeft een uitgebreid educatief programma en trekt ongeveer 40.000 bezoekers per jaar.

## Collectie
De collectie dieren, schelpen, fossielen en andere naturalia, ontstaan als het Kabinet van dr A.B. van Deinse, lag enkele jaren op de zolder van een school aan de Schiedamsesingel, totdat het eerste eigen pand aan de Dirk Smitsstraat in Crooswijk werd betrokken. Er volgde een verhuizing naar een villa aan de Mathenesserlaan en in 1959 naar de Kastanjesingel in de buitenwijk Schiebroek. Na 1970 ging het museum door als dienst van de diergaarde Blijdorp. De wens groeide om op eigen benen te staan. Met steun van overheid en bedrijfsleven werd een stichting opgericht om in 1987 de Villa Dijkzigt aan te kopen.
In 1990 werd de villa grondig verbouwd. Hierbij werd het dak verhoogd en een tweede verdieping toegevoegd. Nadat vervolgens het Museumpark waar het museum deel van uitmaakt werd verrijkt met de Kunsthal, het Nederlands Architectuurinstituut, een uitbreiding van Boijmans en het Chabot Museum, volgde in 1995 nogmaals een renovatie van het pand. Architect Erick van Egeraat bouwde onder meer een uitbreiding in de tuin met een nieuw glazen paviljoen.

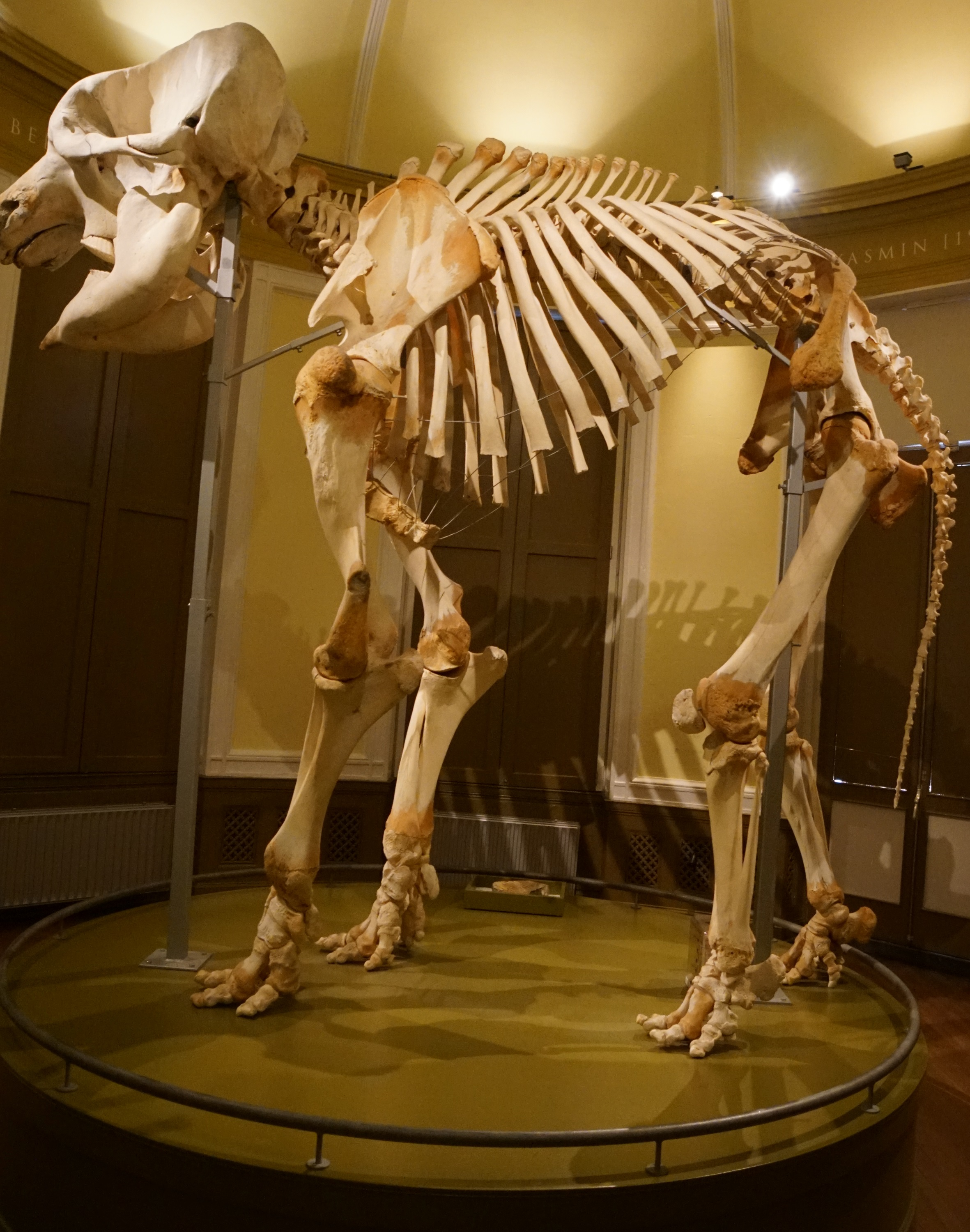
Het skelet van olifant Ramon.

### Ramon
In de achthoekige torenkamer van het museumgebouw staat sinds 2005 het opgezette skelet van Ramon, een Aziatische olifant uit Blijdorp, die in 1998 op 28-jarige leeftijd was overleden. Hij was de vader van Bernhardine en vier andere olifanten.

## Publicaties
Straatgras is een blad uitgegeven door het Natuurmuseum Rotterdam en bevat veel informatie over lopende en toekomstige exposities en museumnieuws.
Deinsea is een wetenschappelijke publicatie genoemd naar de bioloog Van Deinse, en bevat onderzoeksresultaten op het gebied van de fossiele zoogdierbotten uit de collectie van het museum.

## Directeuren van Natuurhistorisch Museum Rotterdam
Jelle Reumer (1987-2015)
Kees Moeliker (2015-2025) 
Meike Moors (2025-)